# Ленор (Северна Каролина)
Ленор (енгл. Lenoir) град је у америчкој савезној држави Северна Каролина.

## Демографија
По попису из 2010. године број становника је 18.228, што је 1.435 (8,5%) становника више него 2000. године.
| Група             | 2000.          | 2010.          |
| Белци             | 13.305 (79,2%) | 13.776 (75,6%) |
| Афроамериканци    | 2.470 (14,7%)  | 2.311 (12,7%)  |
| Азијати           | 112 (0,7%)     | 155 (0,9%)     |
| Хиспаноамериканци | 714 (4,3%)     | 1.640 (9,0%)   |
| Укупно            | 16.793         | 18.228         |